# Neil Abercrombie
Neil Abercrombie (Búfalo, Nueva York, 26 de junio de 1938) es un político estadounidense del Partido Demócrata. De diciembre de 2010 a diciembre de 2014 fue gobernador de Hawái.